# Velika Trnovitica
Velika Trnovitica – wieś w Chorwacji, w żupanii bielowarsko-bilogorskiej, siedziba gminy Velika Trnovitica. W 2011 roku liczyła 631 mieszkańców.